# コンスタンティン・フィルム
コンスタンティン・フィルム(Constantin Film AG)は、ドイツの映画製作配給会社。スイスのハイライト・コミュニケーションズの100%子会社となっている。

## 設立
1950年4月1日、ドイツ人ヴァルトフリート・バーゼルとデンマーク人プリベン・フィリップセンにより、フランクフルト・アム・マインに映画配給会社「コンスタンティン・フィルム・リリース」として設立された。社名はフィリップセンの父コンスタンティン・フィリップセンに由来する。設立時はフィリップセンが会長を務めたが、1955年に辞任した。後任となったバーゼルは、取締役となった妻インゲボルグに支えられ会社を経営し、1950年代から1960年代にかけて会社は成長した。また、この頃、ミュンヘン支社を取り仕切るゲアハルト・F・フンメルの影響力が増していった。
1964年12月21日、社名を「コンスタンティン・フィルム」に変更し、1965年7月1日にはベルテルスマンに株式の60%を売却した。また、1976年には残りの株式もハーゲン社に売却した。翌1977年10月、会長のカール=ハインツ・ボーリングハウスはミュンヘン地方裁判所に破産を申告した。

## アイヒンガーによる買収
1978年、映画プロデューサーのベルント・アイヒンガーが買収の意向を表明し、翌1979年に「新コンスタンティン・フィルム」を設立し会長に就任した。1983年からは映画制作事業に参入し、1986年からはキルヒ・グループが経営に参加するようになった。アイヒンガーは1979年から2011年に死去するまでの間、取締役・最高経営責任者・会長・副会長の職を歴任した。
2002年5月、キルヒ・グループの破産後、スイスのハイライト・コミュニケーションズが株式の23%を取得した。ハイライト・コミュニケーションズはその後、2003年半ばに58%の株式を取得し、2006年1月には90%を取得し、最終的にハイライト・コミュニケーションズ以外の株主が株式を放棄したため、2009年4月21日の株主総会で完全子会社化が決定した。10月7日にはフランクフルト証券取引所に上場した。この間、アイヒンガーの後任としてフレット・コーゲルが最高経営責任者となり、2009年1月1日にはオリヴァー・バーベンが国内外の映画事業を統括する役員となった。

## バイオハザードシリーズ
1998年1月に日本のゲームメーカーカプコンからバイオハザードシリーズの映画化権を獲得し監督・脚本にポール・W・S・アンダーソンを器用しミラ・ジョボビッチを主演に迎え2002年から2016年まで計6作を製作した。2021年にはゲームを忠実に再現したリブート作品バイオハザード: ウェルカム・トゥ・ラクーンシティやNetflixでドラマシリーズを製作するなど同社の看板作品となった。

## 製作作品
- 荒野の用心棒（1964年）
- 夕陽のガンマン（1965年）
- 続・夕陽のガンマン（1966年）
- 恋のロックバルーン（ドイツ語版）（1983年）
- ネバーエンディング・ストーリー（1984年）
- 薔薇の名前（1987年）
- ブルックリン最終出口（1989年）
- 愛と精霊の家（1993年）
- Der bewegte Mann（ドイツ語版）（1994年）
- 陰謀のシナリオ（1997年）
- バンディッツ（2001年）
- サムズ（ドイツ語版）（2001年）
- マニトウの靴（ドイツ語版）（2001年）
- バイオハザード（2002年）
- クライモリ（2003年）
- バイオハザードII アポカリプス（2004年）
- ヒトラー 〜最期の12日間〜（2004年）
- パフューム ある人殺しの物語（2006）
- バイオハザードIII（2007年）
- ファンタスティック・フォー:銀河の危機（2007年）
- THE WAVE ウェイヴ（2008年）
- バーダー・マインホフ 理想の果てに（2008年）
- パンドラム（2009年）
- ブラッディ・パーティー（ドイツ語版）（2010年）
- アドベンチャー・イン・アフリカ（ドイツ語版）（2010年）
- Zeiten ändern dich（ドイツ語版）（2010年）
- バイオハザードIV アフターライフ（2010年）
- 三銃士/王妃の首飾りとダ・ヴィンチの飛行船（2011年）
- バイオハザードV リトリビューション（2012年）
- Fünf Freunde（ドイツ語版）（2012年）
- Heiter bis wolkig（ドイツ語版）（2012年）
- 君への誓い（2012年）
- くたばれゲーテ（ドイツ語版）（2013年）
- くたばれゲーテ2（ドイツ語版）（2015年）
- Bruder vor Luder（ドイツ語版）（2015年）
- 帰ってきたヒトラー（2015年）
- バイオハザード: ザ・ファイナル（2017年）
- コリーニ事件（2019年）
- モンスターハンター（2020年）
- クライモリ（2021年）
- バイオハザード: ウェルカム・トゥ・ラクーンシティ（2021年）
- ヒトラーのための虐殺会議（2022年）